# Eilema perplexa
Eilema perplexa är en fjärilsart som beskrevs av Rothschild 1912. Eilema perplexa ingår i släktet Eilema och familjen björnspinnare. Inga underarter finns listade i Catalogue of Life.